# かもしか温泉 (宮城県)
かもしか温泉（かもしかおんせん）は宮城県柴田郡川崎町にある温泉。
建物はなく、源泉を溜めた野湯がいくつかある。かつては、かもしか温泉白雲山荘という山小屋があったが、1980年の大規模な泡雪崩により建物は崩壊した。
旅チャンネルの「野天湯へGo!」の第12回放送で山田べにこが訪れた。

## アクセス
峩々温泉より徒歩約1時間30分、または蔵王エコーライン賽の磧駐車場より徒歩約1時間30分。気軽に行ける道ではないので、登山に準じた準備が必要。